# کمیته امنیت غذایی جهان

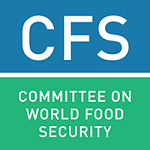
کمیته امنیت غذایی جهان

کمیته امنیت غذایی جهان (انگلیسی: Committee on World Food Security) (CFS)در سال ۱۹۷۴ به عنوان یک نهاد بین‌دولتی برای بررسی و پی‌گیری سیاست‌های مربوط به جهان تأسیس شد، (امنیت سازمان) از جمله تولید و دسترسی فیزیکی و اقتصادی به امور داخلی و منطقه‌ای * ارتقا پاسخگویی و تقسیم بهترین تجارب * توسعه چارچوب استراتژیک جهانی برای امنیت غذایی و تغذیه